# Joseph Jakob Plenck
Joseph Jacob Plenck (magyarosan: Plenck Jakab vagy Plenck József Jakab) (Bécs, 1735. november 28. – Bécs, 1807. augusztus 24.) osztrák orvosprofesszor, a modern dermatológia egyik megteremtője. A nagyszombati, majd a budai egyetem orvosi karán volt professzor. 1776-ban a bőrbetegségek, 1779-ben a venereás betegségek rendszerezéséről adott ki jelentős munkákat. Mint botanikus, ő  már Linné szerint szisztematizált.

## Életpályája
Apja könyvkötő volt. Tanulmányait szülővárosában végezte, ugyanott avattatott orvosdoktorrá. Katonaorvosként szolgált a hétéves háborúban. Egy ideig a bázeli egyetemen tartott előadásokat a kórbonctan, sebészet és szülészet köréből. Jelentős irodalmi munkásságot fejtett ki, számos tankönyvet is írt. Valószínűleg ezzel hívta fel magára Gerard van Swietennek, a nagyszombati orvosi fakultás megszervezőjének a figyelmét. 1770-ben kinevezték a nagyszombati egyetemen a gyakorlati sebészet és szülészet tanárává. Később a budai egyetemen 1783-ig tanított, majd 1785-ben a bécsi Josephinumon a sebészet, vegytan és növénytan tanárává nevezték ki. Ezután a katonai gyógyszertárak igazgatója, a hadsereg fősebésze, királyi tanácsos és a Josephinum titkára lett. 1797. június 16-án magyar nemességet kapott.

## Művei
- Icones plantarum medicinalium (1788-tól, 7 kötet; a nyolcadik kötetet Plenck halála után, 1812-ben adta ki Joseph Kerndl. A latin nyelvű, 758 színes rézkarccal illusztrált műben Plenck már alkalmazta Carl von Linné (1707–1778) osztályozási rendszerét.
- Anfangsgründe der Geburtshilfe (1769)
- Doctrina de morbis cutaneis (1776).
- Anfangsgründe der Pharmaco-Katagraphologie, oder der Lehre, Arzneyformeln zu verschreiben. Wappler & Beck, Wien 1799 Digitalisierte Ausgabe der Universitäts- und Landesbibliothek Düsseldorf
- Joseph Jacob Plencks Chirurgische Pharmacie : oder Lehre von den zubereiteten und zusammengesetzten Arzeneymitteln, so zu Heilung äußerlicher Krankheiten pflegen angewendet zu werden. Graeffer, Wien 1780 Digitalisierte Ausgabe der Universitäts- und Landesbibliothek Düsseldorf, Ausgabe von 1787, Ausgabe von 1790
- Josephi Jacobi Plenck Pharmacia chirurgica : seu Doctrina de medicamentis praeparatis ac compositis, quae ad curandos morbos externos adhiberi solent. Graeffer, Viennae 1775 Digitalisierte Ausgabe der Universitäts- und Landesbibliothek Düsseldorf, Ausgabe von 1791
- Materia chirurgica : oder Lehre von den Wirkungen der in der Wundarzney gebräuchlichen Heilmittel / von Joseph Jakob Plenk.  Graeffer, Wien 2. Aufl. 1777 Digitalisierte Ausgabe der Universitäts- und Landesbibliothek Düsseldorf
- Josephi Jacobi Plenck ... Icones Plantarum Medicinalium : secundum systema Linnæi digestarum, cum enumeratione virium et usus medici, chirurgici atque diætetici. Gräffer, Viennae 1788
  - Centuria I.. 1789
  - Centuria V.. 1792
  - Centuria VI. et ultima. 1794
  - Centuria VII.. 1803
- Anfangsgründe der pharmaceutischen Chemie oder : Lehre von der Bereitung und Zusammensetzung der Arzneymittel. Wien 1803. Digitalisierte Ausgabe der Universitäts- und Landesbibliothek Düsseldorf

### Műveinek felsorolása  Szinnyeinél[13]
- Schreiben an Herrn Rumpelt von der Wirkung des Quecksilbers u. Schierlings. Wien, 1766.
- Methodus nova et facilis argentum vivum aegris venerea labe infectis exhibendi. Accedit hypothesis nova de actione metalli huius in vias salivales. U,t, 1766. (4. kiadás. Uo. 1778.)
- Novum systema tumorum quo hi morbi in sua genera et species rediguntur. Pars prior. Uo. 1767.
- Neue u. leichte Art den mit der Lustseuche angesteckten Kranken das Quecksilber zu geben. Nebst einem Versuche die Wirkung dieses Metalles in die Speichelwege zu erklären. Aus dem Lateinischen übersetzt von J. H. D. G. Uo. 1767. (2. jav. és bőv. kiadás 1769., 3. k. 1778., 4. k. Uo.)
- Anfangsgründe der Geburtshilfe. I. Theil. Uo. 1768. Egy tábla rajzzal, (2. jav. kiadás 1774., 3. jav. k. 1781., 4. jav. k. 1786., 5. jav. k. 1795. Két tábla rajzzal, 6. jav. k. 1799., 7. jav. k. 1803. uo.)
- Neues Lehrgebäude von Geschwülsten, worinnen dieselben in ihre Geschlechter u. Gattungen gebracht worden. Aus d. Lateinischen übers. Dresden u. Leipzig, 1769. (2. kiadás. Uo. 1876.)
- Sammlung von Beobachtungen über einige Gegenstände der Wundarzneiwissenschaften. Wien, 1769-70. Rézmetszetekkel. Két kötet. (2. jav. és bőv. k. Uo. 1775. Három tábla rajzzal.)
- Materia chirurgica, oder Lehre von den Wirkungen der in der Wundarzney gebräuchlichen Heilmittel. Uo. 1771. (2. jav. k. 1777, 3. jav. k. 1780. Uo. Ez utóbbi kiadás Budán nyomatott.)
- Erster Umriss der Zergliederungskunst des menschlichen Leibes zum Gebrauche bei Vorlesungen. Aus dem Lateinischen übersetzt. Wien, 1780. (Budán nyomatott. 2. jav. k. Uo. 1796.)
- Lehrsätze der praktischen Wundarzneiwissenschaft. Zum Gebrauche seiner Zuhörer. Wien, 1774-76. Két kötet. (2. jav. kiad. Uo. 1780. Budán ny., 3. bőv. k. 1779. Uo.)
- Pharmacia chirurgica seu doctrina de medicamentis praeparatis ac compositis, quae ad curandos morbos externos adhiberi solent. Viennae, 1775. (2. k. 1777., 3. k. 1786. Uj k. 1791., uo., Editio secunda, emendata. 1780. Uo. Budán ny.)
- Selectus materiae chirurgicae. Cui additur elenchus instrumentorum et fasciarum chirurgicarum. Viennae, 1775. (Nyom. Nagyszombatban.)
- Compendium anatomes pro tyronibus chirurgiae. Viennae, 1775. (Névtelenül. Nagyszombatban ny.)
- Auswahl d. chirurg. Arzneimittel, nebst einem Verzeichniss der Werkzeuge u. Bandagen; aus d. Latein. Wien, 1775.
- Compendium institutionum chirurgicarum pro tironibus chirurgiae. Partes 3. Pars I. Viennae, 1775. (Nagyszombatban nyom. Pars II. 1777., Pars III. 1775., 2. kiadás 1780., 3. k. 1797. Uo.)
- Doctrina der morbis ocularum. Viennae, 1777. (2. kiadás. Uo. 1783. Németül: ford. F. X. v. Wasserberg. Uo. 1788. 2. kiad.)
- Primae lineae anatomes in usum praelectionum. Uo. 1775. (2. kiadás 1777., 3. jav. k. 1780., 4. sokkal bőv. k. 1794. Uo.).
- Doctrina de morbis cutaneis, qua hi morbi in suas classes, genera et species rediguntur. Uo. 1776. (2. bőv. k. Uo. 1783.)
- Chirurgische Pharmacie, oder Lehre von d. zubereiteten oder zusammengesetzten Arzneimitteln. Aus d. Latein. von J. P. G. Pflug. Kopenhagen, 1776. (2. kiadás 1786.)
- Anfangsgründe der chirurgischen Vorbereitung-Wissenschaft für angehende Wundärze. Wien, 1777. Három kötet. (2. kiadás 1788., 3. jav. k. «Zum Gebrauch der Anfänger in d. k. k. medizinisch-chirurgischen Militärakademie» 1790., 4. jav. k. 1794., 5. jav. k. 1800., 6. k. 1813., 7. k. 1882. Uo.)
- Elementa chirurgiae pro tyronibus chirurgiae in Regno Hungariae. Viennae, 1778. (Budán ny., Pestini, 1783. Az előbbeni kiadás, külön czímlappal.)
- Pathologia chirurgica, seu doctrina generalis de morbis chirurgicis. Viennae, 1778.
- Doctrina de morbis dentium ac gingivarum. Uo. 1778. (Németül: ford. F. X. v. Wassenberg. Uo. 1778.)
- Doctrina de morbis venereis. Uo. 1779. (2. kiad. 1787. Németül: ford. F. X. v. Wassenberg, 1786. 2. kiadás, 3. k. 1793. uo.)
- Chirurgische Pharmaciae oder Lehre von den zubereiteten und zusammengesetzten Arzneymitteln, welche zur Heilung äusserlicher Krankheiten pflegen angewendet zu werden. Aus der lateinischen zweiten Ausgabe übersetz. Uo. 1780. (Budán ny., 3. bőv. kiadás Uo. 1786.)
- Elementa medicinae et chirurgiae forensis. Viennae, 1781. (Budán ny. 2. kiadás. Uo. 1786. Olaszul. Velencze, 1783.)
- Elementa artis obstetriciae. Editio praelectionibus adcommodata. Viennae, 1781. Két tábla rajzzal.
- Pharmacologia chirurgica sive doctrina de medicamentis, quae ad curationem morborum externorum adhiberi solent. Uo. 1782.
- A borbélyságnak eleji, melyeket németül és deákul kiadott ... Magyarra fordította, két képpel és némely hasznos czikkel szaporította Rácz Sámuel. Buda és Pest, 1782.
- Anfangsgründe d. gerichtl. Arzneiwissenchaft u. Wundarzneikunst: aus d. Latein. von F. X. Wasserberg. Wien, 1782. (4. k. Uo. 1802.).
- Anfangsgründe der Chirurgie für die angehenden Wundärtzte im Königreich Hungarn. Pest, 1783. (Nyom. Budán 1778.)
- Bromatologia s. doctrina de esculentis et potulentis. Viennae, 1784. (Németül. Uo. 1785.)
- Toxicologia seu doctrina de venenis et antidotis. Uo. 1785. (2. k. Uo. 1801. Németül. Uo. 1785.)
- Neue Anfangsgründe der chirurgischen Vorbereitungswissenschaften f. angehende Wundärtze. Zum Gebrauch der Anfänger in der k-k. medizinisch-chirurgischen Militärakademie. Uo. 1785.
- Chirurgische Pharmacologie oder Lehre von den Arzneimitteln, welche zur Heilung äusserer Krankheiten pflegen angewendet zu werden. Aus d. Latein. übersetzt. Uo. 1786. (2. jav. k. Uo. 1787.).
- Icones plantarum medicinalium secundum syst. Linnaei digest. cum enumer. virium etc. Vol. I-V. a 4to fasc. c. tabb. pict. Fol. maj. Uo. 1788-91. Vol. VI. 1794-95., Cent. VII. Fasc. 1-4. 1803-05., Cent. VIII. Fasc. 1. 2. 1807-18. Uo.
- Lehre von den Hautkrankheiten. Aus dem Lateinischen übersetzt von F. August v. Wasserberg. Uo. 1777. (2. jav. k. Uo. 1789.).
- Opera medico-chirurgica. Venezia, 1889. 12. kötet. (Minden egyes munkája megjelent olasz fordításban Velenczében).
- Chirurgische Pharmacie, oder Lehre von d. Zubereitung oder zusammengesetzten Arzneimitteln. Aus d. Latein. Wien, 1790.
- Umriss der Zergliederungskunst d. menschl. Leibes; aus d. Latein. von F. X. von Wassenberg. Uo. ... (Neue Auflage. Uo. 1796.).
- Physiologie et pathologia plantarum. Uo. 1794. (Németül. Uo. 1795.)
- Hygrologia corporis humani sive doctrina chemico-physiologica de humoribus, in corpore humano contentis. Ugyanott, 1784. (Németül. Ugyanott, 1795. Más ford. jegyzetekkel W. Davidsontól és előszóval S. F. Hermstädtól. Berlin, 1796.)
- Elementa terminologiae botanicae ac systematis sexualis plantarum. Uo. 1796. (Németül. Uo. 1796.)
- Elementa pharmaco-catagraphologiae seu doctrinae d. praescriptione formularum medicinialum. Uo. 1799. (Németül. Uo. 1799).
- Elementa chymiae. Uo. 1800. (Németül. Uo. 1801.).
- Elementa chymiae pharmaceuticae ... Uo. 1802. (Németül. Uo. 1803.).
- Doctrina de cognoscendis et curandis morborum infantum. Uo. 1807. (Németül. Uo. 1807.).
- Pharmacologia medico-chirurgica specialis. Uo. 1804. Három kötet. (Németül. Uo. 1804-805. 2. kiadás. Uo. 1816.).
- Doctrina de morbis sexus feminei. Uo. 1808.
- Anfangsgründe der Hebammenkunst Pest, 1808.